# Ameritech Cup 1997 - Doppio
Il doppio dell'Ameritech Cup 1997 è stato un torneo di tennis facente parte del WTA Tour 1997.
Lisa Raymond e Rennae Stubbs erano le detentrici del titolo, ma hanno perso nel 1º turno contro Katrina Adams e Debbie Graham.
Alexandra Fusai e Nathalie Tauziat hanno battuto in finale 6–3, 6–2 Lindsay Davenport e Monica Seles.

## Teste di serie
1. Manon Bollegraf /  Mary Joe Fernández (quarti di finale)
2. Yayuk Basuki /  Caroline Vis (semifinali)
3. Lisa Raymond /  Rennae Stubbs (primo turno)
4. Alexandra Fusai /  Nathalie Tauziat (campionesse)

## Tabellone

### Legenda
| - Q = Qualificato - WC = Wild card - LL = Lucky loser | - ALT = Alternate - SE = Special Exempt - PR = Protected Ranking | - w/o = Walkover - r = Ritirato - d = Squalificato |